# Judenrat
Lo Judenrat fu un corpo amministrativo che la Germania nazista impose agli ebrei rinchiusi nei ghetti del Governatorato Generale (i territori polacchi occupati dai nazisti) e più tardi nei territori occupati dell'Unione Sovietica e più in generale, anche se non con questo nome, presso tutte le collettività ebraiche nell'Europa occupata dai nazisti, come il ghetto di Łódź e Theresienstadt, i tedeschi chiamavano i consigli "Consiglio ebraico degli anziani" (Jüdischer Ältestenrat o Ältestenrat der Juden). Le stesse comunità ebraiche avevano istituito consigli per l'autogoverno già nel Medioevo. La comunità ebraica usava il termine ebraico Kahal (קהל) o Kehillah (קהילה), mentre le autorità tedesche usavano generalmente il termine Judenräte.
Mentre alcuni studiosi hanno descritto l'istituzione degli Judenrat come collaborazionista, la questione se la partecipazione o meno allo Judenrat costituisse una collaborazione con i tedeschi rimane ancora oggi una questione controversa.

## Istituzione
All'inizio di aprile 1933, poco dopo l'ascesa al potere del governo nazionalsocialista, fu presentato il rapporto di una commissione governativa tedesca sulla lotta agli ebrei. Questo rapporto raccomandava la creazione di una riconosciuta "Associazione degli ebrei in Germania" (Verband der Juden in Deutschland), alla quale tutti gli ebrei in Germania sarebbero stati costretti ad associarsi: essendo la principale organizzazione ebraica, si prevedeva che questa associazione avrebbe avuto un consiglio di 25 membri chiamato proprio Judenrat. Tuttavia, il rapporto non ha avuto ufficialmente seguito.
Il 21 settembre 1939, Reinhard Heydrich, capo del Sicherheitsdienst (SD, «Servizio di sicurezza», il servizio segreto delle SS), inviò una circolare a tutti i comandanti dell'SD che aveva come oggetto il «Problema ebraico nelle zone occupate». La circolare, stabiliva, tra l'altro:
La struttura e le missioni dello Judenräte sotto il regime nazista variavano ampiamente, spesso a seconda che si trattasse di un singolo ghetto, di una città o di un'intera regione. La giurisdizione su un intero paese, come nella Germania nazista, fu mantenuta dalla Reichsvereinigung der Juden in Deutschland (Associazione del Reich degli ebrei in Germania) istituita il 4 luglio 1939. Gli Judenräte erano responsabili del governo locale del ghetto e si occupavano dell'applicazione dei decreti delle autorità di occupazione, ponendosi come interlocutori tra la popolazione ebraica ed i nazisti. Erano normalmente composti dagli anziani e dai notabili delle comunità ebraiche preesistenti (ad esclusione dell'Unione Sovietica dove le organizzazioni ebraiche erano state eliminate fin dagli anni trenta). Gli Judenräte furono obbligati a fornire manodopera schiava alle industrie belliche tedesche e dovettero collaborare alla deportazione degli ebrei verso i campi di sterminio durante l'Olocausto.
Queste funzioni li ponevano in una posizione di grande responsabilità nei confronti dei loro stessi correligionari e gran parte del loro operato continua tutt'oggi ad essere tema di discussione degli storici. Tra i più controversi Chaim Rumkowski, presidente del Judenrat di Łódź, che obbligò ad enormi sforzi produttivi la popolazione, eseguendo puntualmente gli ordini tedeschi, nella speranza di salvare parte degli ebrei rinchiusi nel ghetto.

## Territori occupati
Lo Judenräte doveva servire come mezzo per far rispettare regolamenti e leggi antiebraici della forza di occupazione nelle aree occidentali e centrali della Polonia occupata, e non aveva autorità propria. Idealmente, uno Judenrat locale doveva includere i rabbini e le altre persone influenti della loro comunità ebraica locale. Pertanto, l'applicazione delle leggi poteva essere facilitata utilizzando figure e personaggi ebraici affermati, minando al contempo le influenze esterne.
Ulteriori Judenräte furono istituiti il 18 novembre 1939 su ordine di Hans Frank, capo del Governatorato Generale. Questi consigli dovevano avere 12 membri per le comunità ebraiche composte fino a 10.000 persone, e fino a 24 membri per le comunità ebraiche più numerose. Le comunità ebraiche dovevano eleggere i propri consigli e, entro la fine del 1939, dovevano aver selezionato anche un dirigente ed un assistente esecutivo. I risultati dovevano essere presentati e validati dall'ufficiale di controllo della città o della contea tedesca. Sebbene teoricamente democratici, in realtà i consigli erano spesso determinati dagli occupanti: mentre gli occupanti tedeschi si impegnavano solo in minima parte nel voto, quelli che i tedeschi scelsero per primi spesso rifiutavano la partecipazione per evitare di essere sfruttati dagli occupanti. Di regola, quindi, veniva nominato ed eletto il tradizionale oratore della comunità, preservando la continuità comunitaria.

## Compiti ed incarichi
I nazisti cercarono sistematicamente di indebolire la potenziale resistenza e le opportunità degli ebrei dell'Europa centrale e orientale. I primi Judenräte servirono soprattutto per segnalare i numeri delle popolazioni ebraiche di cui erano composti, per cancellare le residenze e consegnarle, per presentare i lavoratori ai lavori forzati, per confiscare oggetti di valore e raccogliere tributi e consegnarli: il mancato rispetto comportava il rischio di punizioni collettive.
I compiti successivi degli Judenräte inclusero la consegna dei membri della comunità per la deportazione. Alla fine, queste politiche e la cooperazione delle autorità ebraiche portarono a massicce morti ebraiche con poche vittime tedesche a causa della resistenza minimale. Una volta sotto il controllo nazista e con il controllo delle armi, un gran numero di ebrei poté alla fine essere facilmente assassinato o ridotto in schiavitù. La tristezza per il numero catastroficamente elevato di morti a causa di questa mancanza di resistenza ha portato al detto "mai più".
Attraverso queste misure di occupazione e la contemporanea prevenzione dei servizi governativi, le comunità ebraiche hanno subito gravi carenze: per questo motivo, i primi Judenräte hanno tentato di creare istituzioni di servizi sostitutivi proprie: hanno cercato di organizzare la distribuzione del cibo, le stazioni di soccorso, le case di riposo, gli orfanotrofi e le scuole. Allo stesso tempo, date le loro circostanze limitate e le opzioni rimanenti, hanno tentato di lavorare contro le misure forzate dell'occupante e di guadagnare tempo. Un modo usato era ritardare il trasferimento e l'esecuzione degli ordini, e provare a mettere l'una contro l'altra le richieste contrastanti dei tedeschi. Presentarono i loro sforzi come indispensabili per i tedeschi nella gestione della comunità ebraica, al fine di migliorare le risorse degli ebrei e spingere i tedeschi ad abrogare le punizioni collettive.
Ciò ha avuto, tuttavia, risultati positivi molto limitati. Le situazioni generalmente difficili presentate spesso hanno portato ad azioni percepite ingiuste, come preferenze di personalità, servilismo e protezionismo di pochi rispetto al resto della comunità. Pertanto, i membri della comunità divennero rapidamente molto critici o addirittura si opposero apertamente al loro Judenrat.
Tadeusz Piotrowski cita il sopravvissuto ebreo Baruch Milch affermando che "lo Judenrat divenne uno strumento nelle mani della Gestapo per lo sterminio degli ebrei... Non conosco un solo caso in cui lo Judenrat abbia aiutato un ebreo in modo disinteressato". attraverso Piotrowski avverte che "Milch's è un resoconto particolare di un luogo e di un tempo particolari... il comportamento dei membri di Judenrat non era uniforme".

## Ghetti
Gli Judenräte erano responsabili dell'amministrazione interna dei ghetti, a metà tra gli occupanti nazisti e le loro comunità ebraiche. In generale, gli Judenräte rappresentavano l'élite delle loro comunità ebraiche. Spesso, uno Judenrat aveva un gruppo per la sicurezza interna ed il controllo, una polizia del ghetto ebraico (Jüdische Ghetto-Polizei o Jüdischer Ordnungsdienst).
Hanno anche tentato di gestire i servizi governativi normalmente presenti in una città, ma nonostante questi sforzi, i tedeschi che richiedevano loro di consegnare i membri della comunità per i lavori forzati o la deportazione nei campi di concentramento, li misero nella posizione di cooperare con gli occupanti tedeschi. Resistere a tali ordini significava rischiare l'esecuzione sommaria, o la sostituzione rapida e l'inclusione nella successiva spedizione del campo di concentramento.
In alcuni casi, come il ghetto di Minsk e il ghetto di Łachwa, gli Judenräte hanno collaborato con il movimento di resistenza. In altri casi, gli Judenräte hanno collaborato con i tedeschi. L'opinione che i consigli ebraici abbiano collaborato all'Olocausto è stata contestata dagli storici dell'Olocausto tra cui Isaiah Trunk nel suo libro del 1972, Judenrat: The Jewish Councils in Eastern Europe Under Nazi Occupation. Riassumendo la ricerca di Trunk, lo studioso dell'Olocausto Michael Berenbaum scrive: "In ultima analisi, lo Judenräte non ha avuto alcuna influenza sullo spaventoso esito dell'Olocausto; la macchina di sterminio nazista era l'unica responsabile della tragedia, e gli ebrei nei territori occupati, soprattutto in Polonia, erano troppo impotenti per impedirlo."